# كايل هدسون
كايل هدسون (بالإنجليزية: Kyle Hudson)‏ هو لاعب كرة قاعدة أمريكي، ولد في 7 يناير 1987 في ماتون في الولايات المتحدة.

## وصلات خارجية
- كايل هدسون على موقع دوري كرة القاعدة الرئيسي (الإنجليزية)
- كايل هدسون على موقعبيزبول رفرنس.كوم (الدوري الرئيسي) (الإنجليزية)
- كايل هدسون على موقعبيزبول رفرنس.كوم (الدوري الثانوي) (الإنجليزية)
- كايل هدسون على موقع إي إس بي إن.كوم (أم.أل.بي) (الإنجليزية)
- كايل هدسون على موقع مشجعي الرسوم البيانية (الإنجليزية)